# Pierre Josef Braun

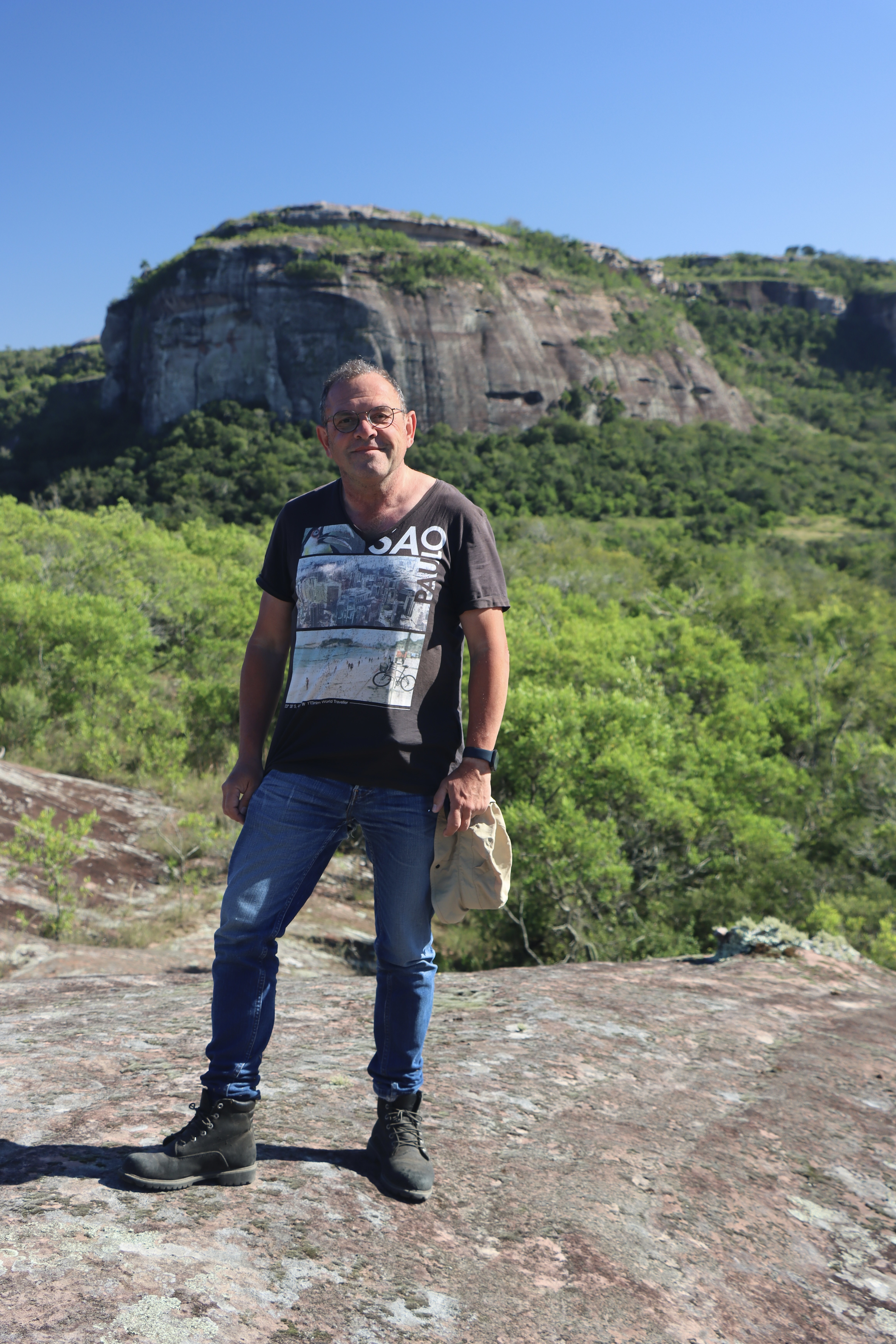
Pierre Braun in Brasilien, 2024

Pierre Josef Braun (* 22. April 1959 in Köln) ist ein deutscher Agrarwissenschaftler und Botaniker, Spezialist für brasilianische Kakteen, sukkulente Euphorbien und Bromelien. Sein botanisches Autorenkürzel lautet „P.J.Braun“.
Braun beschäftigt sich mit der Systematik, Morphologie und Biogeographie der Pflanzen. Auf seinen Forschungsreisen erkundete er die Pflanzenwelt Brasilien.
Seine Schwerpunkte sind Kakteengewächse, Bromeliengewächse und sukkulente Wolfsmilchgewächse.

## Biografie
Braun studierte bis 1986 in Bonn Agrarwissenschaften. Nach seinem Abschluss als Diplomingenieur (Dipl.-Ing. agr.) folgte eine von der Deutschen Forschungsgemeinschaft geförderte Promotion (1991, Dr.-Ing. agr.) an Instituten der Universitäten Bonn und Hamburg.
Nach den Jahren als wissenschaftlicher Mitarbeiter zog es ihn in die Wirtschaft, zunächst als Berater und Sachverständiger, sehr bald wechselte er in Leitungs- und Managementpositionen. Bis 2009 arbeitete er als Fachbereichsleiter, Prokurist und Geschäftsführer in verschiedenen, international tätigen Konzernen, seitdem in einer Bundesoberbehörde. Pierre Braun ist ferner ein international zugelassener Zertifizierungsauditor für Qualitäts- und Umwelt-Managementsysteme (u. a. ISO 9001, ISO 14001). Seit 1990 hat er Hunderte Prüfungen von Betrieben und Organisationen in allen europäischen und vielen amerikanischen, afrikanischen und asiatischen Ländern durchgeführt.

## Forschungen als Sukkulentenliebhaber
Sein frühes Interesse an den brasilianischen Kakteen brachte ihn schnell in einen fachlichen Austausch mit Feldforschern wie Friedrich Ritter, Albert Frederik Hendrik Buining, Leopoldo Horst, Werner Uebelmann und Eddie Esteves. Für wissenschaftliche Fragen stand er bald im Austausch mit Botanikern wie Wilhelm Barthlott, Lothar Diers, Myron William Kimnach, John Lavranos oder Beat Ernst Leuenberger.
Mitte der 1980er Jahre wurde durch die Kommunikation mit Werner Rauh aus Heidelberg und Elton Leme (* 1960) aus Rio de Janeiro ein zusätzliches Interesse für die xeromorphen, terrestrischen Bromelien geweckt, da diese häufig in Begleitung von Kakteen vorkommen. In der Folge wurden von ihm viele neue Arten (mit)entdeckt und beschrieben.
Auf dem Kongress 1984 in Frankfurt wurde Pierre Braun Mitglied der Internationalen Organisation für Sukkulentenforschung (IOS).
Er war am Plano de Ação Nacional para Conservação das Cactáceas (Brasilianisches Umweltministerium) und Instituto Chico Mendes de Conservação da Biodiversidade beteiligt.
Als Mitglied in der IUCN (International Union for Conservation of Nature and Natural Resources) Species Survival Commission war er 2010 aktiver Teilnehmer der Kongresse in Monte Carlo (Monaco) und Brasilia (Brasilien), wo von Spezialisten erstmals die brasilianischen Kakteenarten umfänglich und systematisch in die Rote Liste gefährdeter Arten aufgenommen wurden und nach Gefährdungsstatus kontinuierlich gemonitort werden. Er war an vielen Bewertungen der brasilianischen Arten beteiligt. (Beispiele: Pilosocereus diersianus (Esteves) P.J. Braun) oder Discocactus subterraneoproliferans Diers & Esteves in der IUCN Red List.

### Forschungsreisen
Botanische Studienreisen führten ihn nach Kalifornien, Mexiko (einschließlich Baja California), Kanada, in die Karibik (Kuba, Martinique, Saint Lucia, St. Vincent, Grenada, Grenadinen, Guadeloupe, La Désirade, Îles des Saintes), nach Venezuela, Kolumbien, Bolivien, Uruguay, Argentinien und Paraguay.
Sein Schwerpunkt liegt in Brasilien, wo er seit 1979 fast jährlich, zum Teil mehrfach im Jahr, Reisen und Expeditionen durchführt. Er bereiste, häufig viele Male, die brasilianischen Bundesstaaten Acre, Alagoas, Amapá, Amazonas, Bahia, Distrito Federal do Brasil, Ceará, Espírito Santo, Goiás, Maranhão, Mato Grosso, Mato Grosso do Sul, Minas Gerais, Paraíba, Paraná, Pernambuco, Piauí, Rio de Janeiro, Rio Grande do Norte, Rio Grande do Sul, Rondônia, Roraima, Santa Catarina, São Paulo, Sergipe, Tocantins sowie das Inselarchipel Fernando de Noronha. Im Jahr 1983 unternahm er zusammen mit Leopoldo Horst eine mehrmonatige Expedition durch Süd-, West-, Zentral- und Ostbrasilien. Die meisten Forschungsreisen in Brasilien unternahm er ab 1983 mit Eddie Esteves Pereira (1939–2022) aus Goiânia, mit dem er vier Jahrzehnte (1982–2022) bis zu dessen Tod eng zusammenarbeitete und mit dem er viele neue Arten entdeckte und beschrieb.
Neuere Forschungsreisen führten ihn in die Karibik (2021, 2022), nach Nordostbrasilien (2018, 2019), Zentralbrasilien (Frühjahr und Herbst 2023), Südbrasilien (Jahreswende 2023), Süd- und Westbrasilien (Frühjahr 2024) sowie Zentralbrasilien (Winter 2024).

### Mit Braun verbundene Gattungen und Untergattungen
Gattungen:
- Bragaia Hofacker & P.J. Braun
- Estevesia P.J. Braun
- Pierrebraunia Esteves
- Siccobaccatus P.J. Braun & Esteves[28][29]

Untergattungen:
- Arrojadoa subg. Albertbuiningia P.J. Braun & Esteves
- Arthrocereus subg. Chapadocereus P.J. Braun & Esteves[30]
- Micranthocereus subg. Austrocephalocereus (Backeberg) P.J. Braun & Esteves[31]
- Facheiroa subg. Zehntnerella (Britton & Rose) P.J. Braun & Esteves[32][33]
- Coleocephalocereus subg. Buiningia (F. Buxbaum) P.J. Braun[34]
- Uebelmannia subg. Leopoldohorstia P.J. Braun & Esteves

### Nach Braun benannte Taxa
Bromeliengewächse (Bromeliaceae):
- Bromelia braunii Leme aus Tocantins, Zentralbrasilien[35]
- Dyckia braunii Rauh aus Goiás, Zentralbrasilien[36]
- Encholirium pierre-braunii Esteves aus Bahia, Nordostbrasilien[37]
- Orthophytum braunii Leme aus Bahia, Nordostbrasilien[38]

Kakteengewächse (Cactaceae):
- Cereus pierre-braunianus Esteves aus Goiás, Zentralbrasilien[39]
- Coleocephalocereus braunii Diers & Esteves aus Espírito Santo, Südostbrasilien[40]
- Discocactus braunii Z.J.G. Miranda, Nguyen & Seringer aus Zentralbrasilien
- Facheiroa braunii Esteves aus Bahia, Nordostbrasilien[41]
- Melocactus braunii Esteves aus Bahia. Nordostbrasilien[42]
- Pierrebraunia Esteves aus Bahia und Minas Gerais, Ostbrasilien[43]
- Pierrebraunia brauniorum Esteves aus Minas Gerais, Ostbrasilien[44]
- Pilosocereus braunii Esteves aus Bahia, Nordostbrasilien[45]
- Tacinga braunii Esteves aus Minas Gerais, Ostbrasilien[46]

## Ehrungen
1999 wurde Braun in San Diego (Kalifornien) auf der „Biennial Convention“ der Cactus and Succulent Society of America (CSSA) zum Ehrenmitglied ernannt.
Eddie Esteves Pereira benannte ihm zu Ehren die Gattung Pierrebraunia der Pflanzenfamilie der Kakteengewächse (Cactaceae).

## Schriften (Auswahl)
- Gefügeverfestigung in Auenböden des Mittelrheins (= Bonner Bodenkundliche Abhandlungen Band 3). Bonn 1991 (Zusammenfassung) – Dissertation.

Die Publikationsliste von Braun umfasst 500 Arbeiten (Stand Oktober 2024), neben vielen Erstbeschreibungen neuer Taxa auch viele Reiseberichte und Beiträge zu Nomenklatur und Systematik, Vorkommen, Ökologie und Artenschutz.